# Пещерка (Кемеровський округ)
Пеще́рка (рос. Пещерка) — присілок у складі Кемеровського округу Кемеровської області, Росія.

## Населення
Населення — 151 особа (2010; 125 у 2002).
Національний склад (станом на 2002 рік):
- росіяни — 73 %